# Zvijezda smrti
Zvijezda smrti je golema borbena vojna postaja u fikcijskom svemiru iz serijala filmova Ratovi zvijezda. Ta svemirska postaja posjeduje dovoljno veliku vatrenu moć da uništi čitavi planet. Tijekom filmskog serijala, dvije su Zvijezde smrti izgrađene (prva u filmu Nova nada, a druga u Povratak Jedija) i obje su uništili  pobunjenici. Postaju je izgradila Galaktička Imperija, počevši nakon osnutka Imperije (Osveta Sitha).

## Karakteristike
Prva Zvijezda smrti imala je promjer od 161 km i imala je za posadu 27.048 časnika, 774.576 članova posade, uključujući vojnike, pilote i dužnosnike, 400.000 radnika i preko 25.000 imperijalnih jurišnika. To su brojevi minimalne posade, i postaja je vjerojatno mogla držati nekoliko puta više. Također je nosila transporte za vojsku, razne obrambene letjelice, manje krstarice, zemljana vojna vozila, kao i 7.200 TIE lovaca. Za obranu, postaja je bila opremljena s 10.000 obrambenih lasera, 2.500 ionskih topova i barem 700 privlačnih zraka, kao i sam superlaser koji je bio sposoban uništiti čitavi planet.
Druga Zvijezda smrti imala je promjer od 800 km i bila je puno jača u smislu obrambenog oružja. Također je imala jači i bolji superlaser.

## U filmovima
Planovi za Zvijezdu smrti prvi se put vide u filmu Klonovi napadaju kada Galaktička Republika napadne planet Geonisis. Grof Dooku tada planove uzima svom gospodaru, Palpatineu. Nakon proglašenja Carstva u 3. epizodi, Palpatine započinje izgradnju na postaji.
Do početka 4. epizode, postaja je napravljena i priprema se za upotrebu. Planove postaje ukrali su pobunjenici i sakrili ih u memoriju robota R2-D2. Prva meta Zvijezde smrti bio je planet Alderaan koji je potpuno uništen. Pobunjenici s planovima igrom slučaja bivaju zarobljeni na postaji i pokušavaju pobjeći van nje, što im i uspijeva, ali ih zapovjednik postaje, Veliki Moff Tarkin prati do četvrtog mjeseca planeta Yavin gdje dolazi do završne bitke. Iskoristivši slabost koju su otkrili iz planova, pobunjenici napadaju postaju koju uništava Luke Skywalker.
Redizajniravši postaju i ispravljajući greške, Imperija je pripremila rad na drugoj, jačoj, postaji koja je bila nedovršena do početka 6. epizode. Car Palpatine je ipak odlučio iskoristi nedovršenu postaju te je pripremio zamku za pobunjenike, pripremiviši veliku flotu i vojsku da ih uništi. Ipak, plan mu je propao zahvaljujući trudu i velikoj sreći pobunjenika i Zvijezda smrti je uništena.

## U proširenom svemiru
Dopunski materijal koji se veže na filmove govori o prototipu Zvijezde smrti koji je napravljen na tajnoj instalaciji. Prototip je bio samo umanjeni kostur sa slabim superlaserom i samo osnovnim lokacijama za posadu. Prototip je uništen u seriji knjiga Jedi Academy.